# Snowboarding under vinter-OL 2010 – halfpipe, mænd
Herrernes Halfpipe under vinter-OL 2010 blev afholdt 17. februar 2010 ved Cypress Mountain i Vancouver, Canada. 

## Resultat
| Plac. | Bib | Navn                | Land     | Løb 1 | Løb 2 | Bedste | Noter |
| ----- | --- | ------------------- | -------- | ----- | ----- | ------ | ----- |
| 1     | 5   | Shaun White         | USA      | 46.8  | 48.4  | 48.4   |       |
| 2     | 37  | Peetu Piiroinen     | Finland  | 40.8  | 45.0  | 45.0   |       |
| 3     | 38  | Scotty Lago         | USA      | 42.8  | 17.5  | 42.8   |       |
| 4     | 27  | Iouri Podladtchikov | Schweiz  | 42.4  | 17.6  | 42.4   |       |
| 5     | 3   | Louie Vito          | USA      | 39.1  | 39.4  | 39.4   |       |
| 6     | 36  | Markku Koski        | Finland  | 36.4  | 25.0  | 36.4   |       |
| 7     | 26  | Justin Lamoureux    | Canada   | 33.8  | 35.9  | 35.9   |       |
| 8     | 28  | Kazuhiro Kokubo     | Japan    | 30.5  | 35.7  | 35.7   |       |
| 9     | 6   | Ryō Aono            | Japan    | 32.9  | 29.1  | 32.9   |       |
| 10    | 7   | Mathieu Crépel      | Frankrig | 25.9  | 8.7   | 25.9   |       |
| 11    | 23  | Markus Malin        | Finland  | 16.7  | 18.6  | 18.6   |       |
| 12    | 34  | Greg Bretz          | USA      | 18.3  | 13.0  | 18.3   |       |